# Thomas Pope (Schauspieler)
Thomas Pope († 1603) war ein Schauspieler des Elisabethanischen Theaters und als dieser Mitglied der Theatergruppe um William Shakespeare, den Lord Chamberlain’s Men. Pope trat hier als Komödiant und Akrobat auf.

## Leben
Über Popes Geburt, Familie und junge Jahre ist nichts bekannt. In der Saison 1586–1587 tourte er mit George Bryan, mit welchem er später bei den Lord Chamberlain’s spielte, durch Dänemark und Sachsen. Pope spielte in der Produktion The Seven Deadly Sins mit, welches durch ein Ensemble, bestehend aus Mitgliedern der Lord Strange’s Men und Admiral’s Men aufgeführt wurde. 1593, als die Londoner Theater während eines Pestausbruchs geschlossen waren, tourte ein Ensemble, das sich ebenfalls aus Mitgliedern der beiden Theaterkompanien zusammensetzte, angeführt von Edward Alleyn, überland, wobei sie Station in Kent, Southampton, Bath, Bristol, Shrewsbury und möglicherweise auch in York und Chester machten. Auch in Leicester und Coventry traten sie auf.

## Lord Chamberlain’s Men
Pope war höchstwahrscheinlich ein festes und ursprüngliches Mitglied der Lord Chamberlain’s Men als diese 1594, nach dem Ende der Pest, mit den Lord Strange’s Men fusionierten. Seine Kollegen waren u. a. William Shakespeare und Richard Burbage. Er war möglicherweise auch ein bedeutenderes und besonders vertrauenswürdiges Mitglied der Truppe, da er zu Beginn der Chamberlains, zusammen mit John Heminges die Auftrittsgagen des Hofes entgegennahm. Obwohl keine Informationen über seine Rollen erhalten geblieben sind, wird angenommen, dass sein Körperbau und sein Stil am besten zu komödiantischen Figuren von kräftigen, prahlerischen Feiglingen wie Falstaff und Sir Toby Belch (Tobias Rülps) passten, obwohl ebenso vermutet wird, dass er auch dramatischen Rollen wie Mercutio und Shylock übernahm. Er gehört auch zur Besetzung in zwei Stücken Ben Jonsons, welche die Kompanie in den späten 1590er Jahren aufführte (Every Man in His Humour (1598) und Every Man out of His Humour (1599)). 1599 wurde er einer der ersten Anteilseigner des neuen Globe Theatre. Als die Chamberlain’s 1603 zu den King’s Men wurden, war er aber nicht mehr Bestandteil des Ensembles; er könnte sich bereits in den Ruhestand verabschiedet haben als er im gleichen Jahr starb. Er lebte, wie viele seiner Kollegen, nahe der Theater in Southwark. Es wird angenommen, dass er unverheiratet war.

## Testament
Popes Testament ist datiert auf den 22. Juli 1603 und wurde am 13. Februar 1604 verkündet. Er hinterließ sein bewegliches Erbe zwei anderen Schauspielern. Einer war Robert Gough, ein Mitglied der Lord Chamberlain’s Men, welcher auch nach 1603 bei deren Nachfolger, den King’s Men wirkte. Das Andere war John Edmans oder Edmonds. Pope hinterließ ihnen „all my wearing apparel, and all my arms, to be equally divided between them.“ („alle meine Kleidung, und alle meine Waffen, die zu gleichen Teilen zwischen ihnen aufzuteilen sind.“) Pope hinterließ ebenfalls seinen Anteil am Globe Theatre sowie seinen Anteil am Curtain Theatre an eine Mary Clark; 1612 gehörten Anteile an diesen Theaterhäusern dem Paar John und Mary Edmans; es wird angenommen, dass es sich hier um die zuvorige Mary Clark handelt.
Die Tatsache, dass Thomas Pope einen Anteil am Curtain Theatre hatte, dort wo die Lord Chamberlain’s Men gegen Ende der 1590er Jahre auftraten, ist eine bedeutende Facette der Entwicklung des Elisabethanischen Theaters (Zu der Bedeutung siehe auch: John Underwood).